# 사토 에이사쿠
사토 에이사쿠(일본어: 佐藤榮作, 1901년 3월 27일 ~ 1975년 6월 3일)는 일본의 정치인으로, 제61·62·63대 내각총리대신을 지냈다. 전 수상 기시 노부스케와는 친형제 관계이며, 전임 수상 요시다 시게루와는 친인척 관계이다.
자유민주당에서 유일하게 4번이나 총재로 뽑혔으며, 총리 재임기간은 역대 총리중 2위, 연속 재임기간은 역대 총리중 가장 긴 7년 8개월(2,798일)이라는 최장수 재임 기록을 세웠다. 퇴임 후 1974년에 "핵무기를 만들지도, 갖지도, 반입하지도 않는다"라는 비핵 3원칙을 내세운 공로로 노벨 평화상을 수상했다. 하지만 뒤로는 비밀리에 독일에 핵무기 공동개발의사를 타진했다.

## 어린 시절과 정치 경력
사토는 1901년 3월 27일 야마구치현 다부세정에서 태어나 도쿄 제국 대학에서 독일의 법을 수학하였다. 1923년 그는 최상급 공무원 시험을 통과하였고, 졸업을 앞둔 이듬해 철도성 공무원이 되었다. 그는 1944년부터 1946년까지 오사카의 철도 국장, 1947년부터 1948년까지 교통성의 부대신을 지냈다.

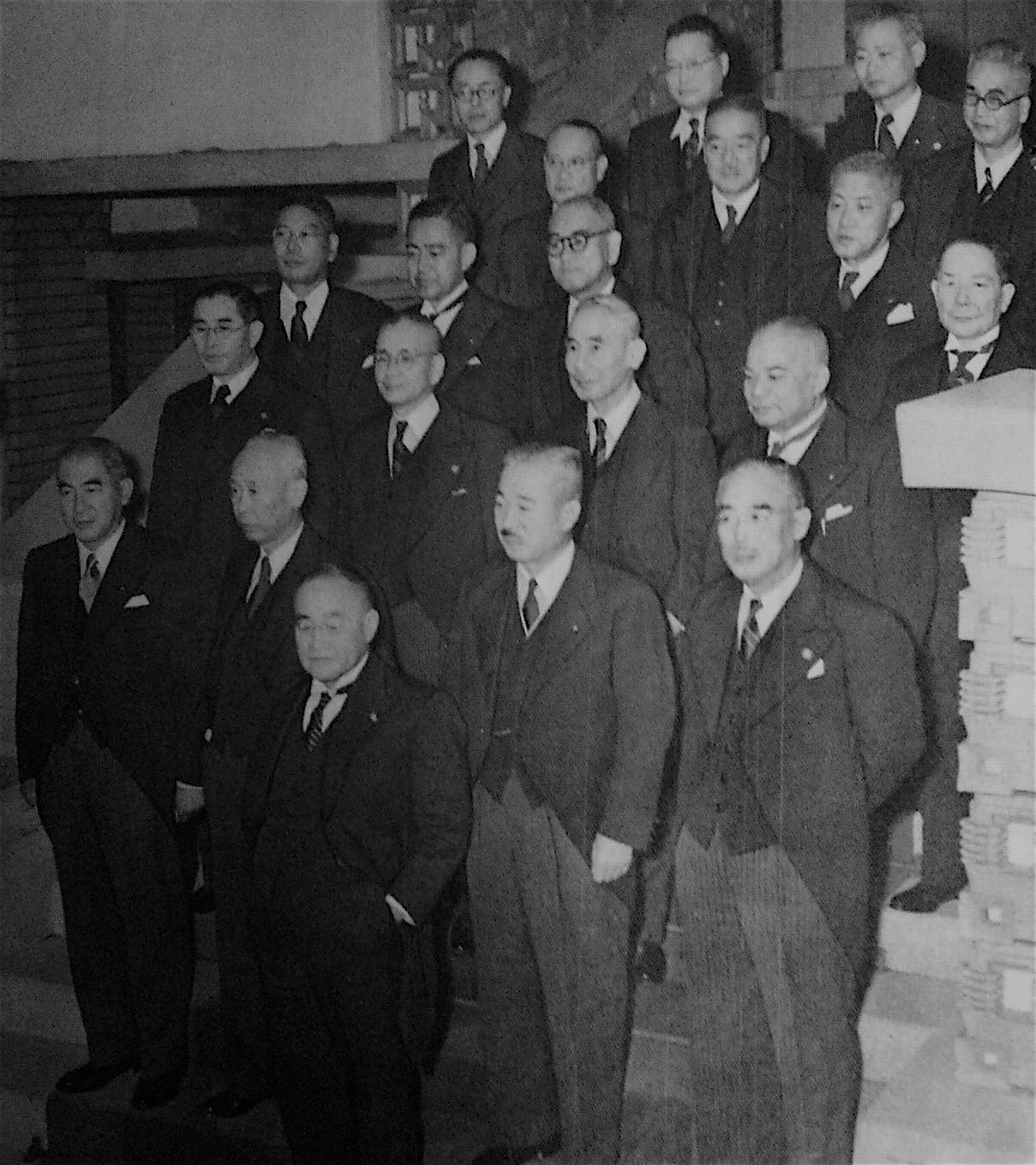
제4차 요시다 내각에서 (3번째 줄 왼쪽에서 2번째가 건설대신 사토)

1949년 자유당원으로서 일본 국회에 입문하였다.
그는 1951년 7월부터 1952년 7월까지 우정대신을 지냈다. 사토는 일본 정치의 거물들을 통하여 점차 자라나 1953년 1월부터 1954년 7월까지 당시 요시다 시게루 총리의 주요 내각 서기관이 되었다. 그는 1952년 10월부터 1953년 2월까지 건설대신을 지냈다.
자유민주당을 형성하기 위해 자유당이 일본 민주당과 합병되었을 때 사토는 1957년 12월부터 1958년까지 6월까지 당의 행정 의회의 의장을 지냈다. 사토는 자신의 형 기시 노부스케와 이케다 하야토 내각들에서 대장대신이 되었다.
1961년 7월부터 1962년 7월까지 사토는 통상대신을 지냈다. 1963년 7월부터 1964년 6월까지 동시에 그는 홋카이도 개발청과 과학기술원의 우두머리였으며, 1964년 도쿄 올림픽을 유치하기 위해 환경청 장관을 지내기도 하였다.

## 총리 재임

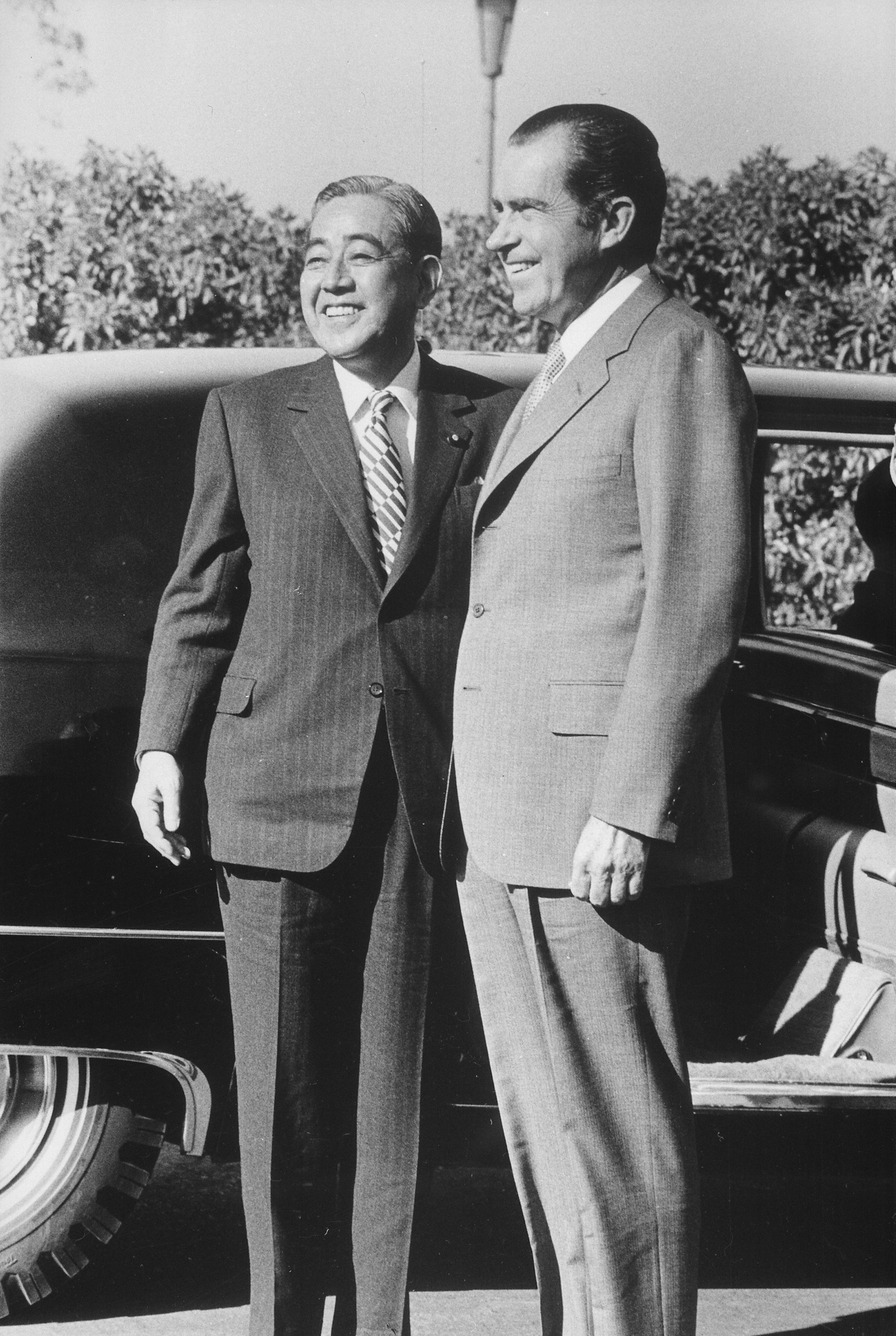
오키나와의 귀환을 위하여 닉슨과 협상한 사토 총리

이케다 총리가 건강 악화로 인하여 사임을 한 후, 사토는 그를 총리로서 뒤를 이었다. 그의 정부는 많은 이들보다 더욱 장기간 동안 집권하였다. 그는 번창하는 경제로 인하여 인기 있는 총리였고 미국과 중국의 이해관계 속에서 균형을 이루며 결단력 있는 외교 정책을 펼쳤다.
총리로서 3개의 임기 후에 사토는 더 이상 4선을 위하여 나가지 않기로 결정하였다. 그의 후임인 후쿠다 다케오가 다음의 국회 선거에서 사토파의 후원을 이겼으나 더욱 인기 있는 통상대신 다나카 가쿠에이가 투표를 이겨 사토파의 지배를 끝냈다.

### 중화인민공화국과 타이완과의 관계
사토는 자신의 임기 중에 타이완을 방문한 마지막 일본 총리이다. 1965년 사토는 타이완에 미국의 1만 5천 달러를 대부하는 데 찬성하였다. 그는 1967년 타이완을 방문하였다. 1969년 사토는 타이완의 국방이 일본의 안정을 위한 필요성이라고 주장하였다. 사토는 대부분의 주요 논쟁들에서 미국을 따랐으나 닉슨의 방중을 반대하였다. 그는 또한 1971년 중화인민공화국의 유엔 가입을 가혹하게 반대하기도 하였다.

### 핵무기 정세
사토는 핵무기의 비생산, 비소유와 비전개를 의미한 1967년 12월 11일 3개의 비핵 3원칙을 소개하였다. 사토의 총리 재임 동안에 일본은 핵무기 비확산 조약에 참여했다. 일본 국회는 1971년 정식으로 원칙들을 채택한 결의안을 통과시켰다. 이 공로로 그는 1974년 노벨 평화상을 수상하였다.
하지만 최근의 조사들은 이면에 사토가 일본 국토에 핵무기들을 배치하는 미국의 계획들로 더욱 수용한 것으로 본다. 2008년 12월, 일본 정부는 1965년 1월 사토의 미국 방문 중에 그가 미국의 공무원들과 중화인민공화국에 대항하는 핵무기 사용의 가능성을 논의하고 있었다고 보인 문서를 배제하였다. 2009년 12월, 그의 아들은 자신의 부친이 일본의 주권으로 되돌린 오키나와에 핵무기 탄두를 배치시키는 것을 허용한 1969년 11월 닉슨 미국 대통령과 대화에서 동의하였다고 보고하였다.

### 오키나와 논쟁들
제2차 세계 대전 이래 오키나와는 미국에 의하여 점령되었다. 1965년 1월, 미국을 방문하는 동안에 사토는 공공연하게 존슨 대통령에게 오키나와를 일본에 반환할 것을 요청하였다. 그 해 8월 사토는 오키나와를 방문한 첫 전쟁 이후의 일본 총리가 되었다.
1969년, 사토는 오키나와를 반환하고 거기서 핵무기를 이동시키기 위해 닉슨 대통령과 거래를 취하였으며, 이 거래는 반환 후에 오키나와에서 기지들을 유지하도록 미군을 허용하였기 때문에 논란이 있었다. 오키나와는 정식적으로 1972년 5월 15일 일본에 반환되었다.

### 동남아시아와 관계

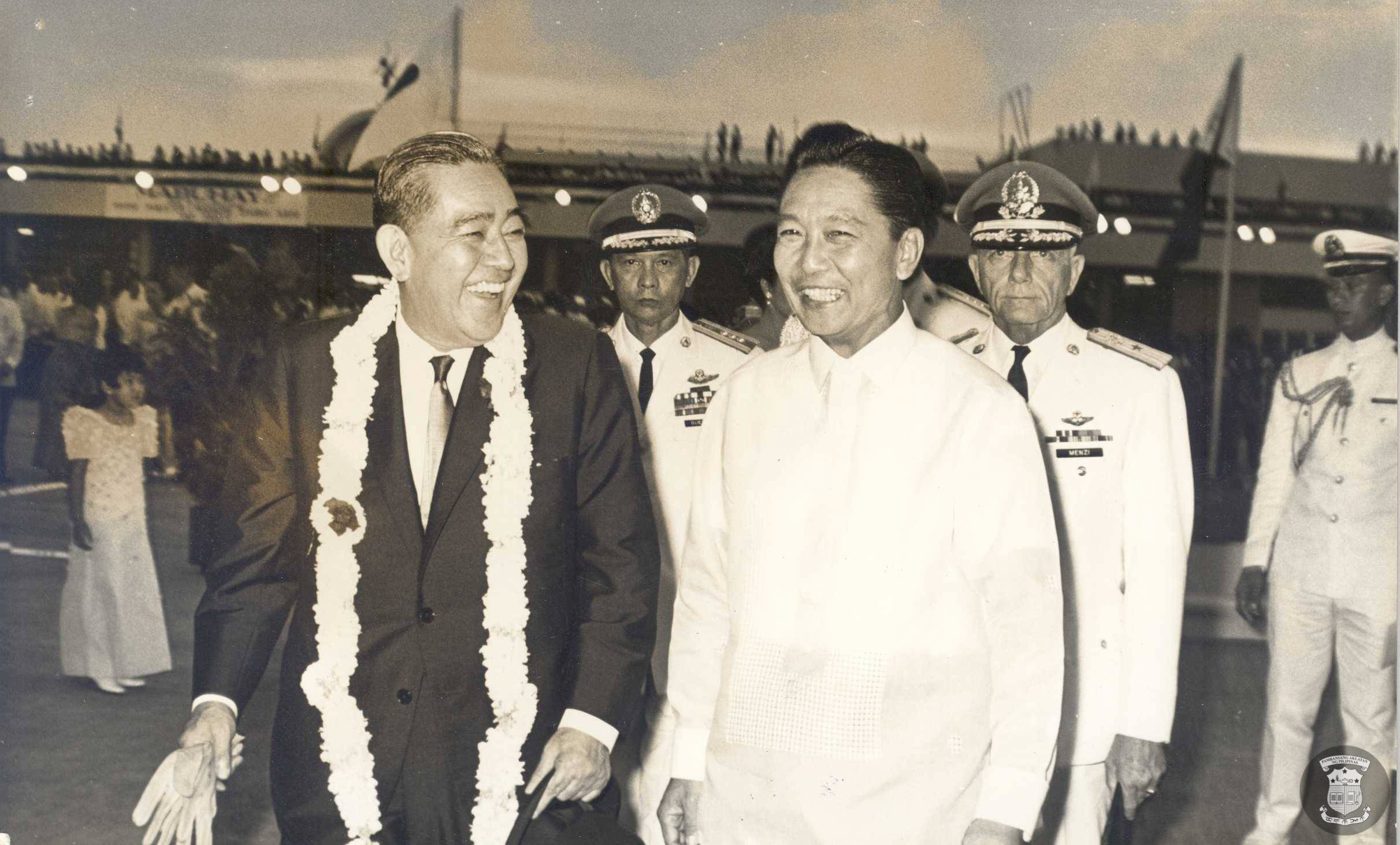
필리핀 방문 중 페르디난드 마르코스 대통령과 함께

사토의 임기 중에 일본은 1966년 아시아 개발 은행 설립에 참가하였고 동남아시아의 경제 개발에 장관급 회의를 개최하였다. 그 일은 전쟁 후의 기간에 일본 정부에 의하여 개최된 첫 국제 회의였다. 1967년 그는 싱가포르를 방문한 첫 일본 총리가 되었다. 그는 베트남 전쟁이 일어나는 동안에 남베트남 정부의 큰 지지자였다.

## 후반의 생애
사토는 1974년 숀 맥브라이드와 함께 노벨 평화상을 나누었다. 그는 평화를 위한 일본 국민의 결심과 비핵 3원칙에 조인함으로 수상하였다. 그는 노벨 평화상을 수상한 첫 아시아인이었다. (1973년 베트남의 정치인 레득토는 상을 수상할 첫 아시아인이 되었으나 거절하였다.)

## 서거
1975년 5월 19일, 식당에 있는 동안에 사토는 혼수상태의 결과를 가져온 큰 발작을 일으켰다. 그는 74세의 나이로 6월 3일 지케이 대학 의료소에서 서거하였다. 장례식 후에 그의 유해는 다부세 정에 있는 가족 묘지에 안치되었다.

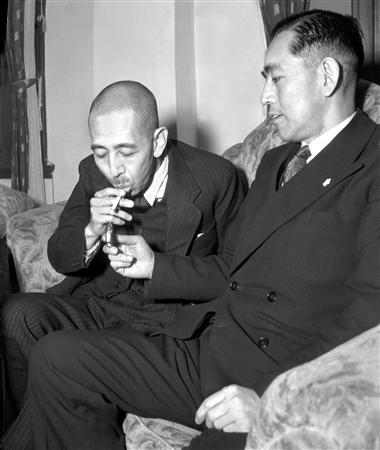
기시 노부스케와 사토 에이사쿠 형제

## 개인 생활
사토는 1926년 외교관 마쓰오카 요스케의 딸 히로코와 결혼하여 2명의 아들 - 류타로와 신지를 두었다. 1969년 아사히 신문은 소설가 엔도 슈사쿠와 인터뷰에서 사토의 아내가 그를 방탕자와 아내를 패는 사람으로 고발하였다고 한다.
그의 취미들은 골프, 낚시와 다도를 포함하였다. 57대 총리 기시 노부스케는 그의 형이며, 총리 아베 신조는 그의 외종손이다.
사토 총리와 부인 히로코는 모두 사무라이의 자손들이다.

## 같이 보기
- 제1차 사토 내각
- 제1차 사토 내각 제1차 개조내각
- 제1차 사토 내각 제2차 개조내각
- 제1차 사토 내각 제3차 개조내각
- 제2차 사토 내각
- 제2차 사토 내각 제1차 개조내각
- 제2차 사토 내각 제2차 개조내각
- 제3차 사토 내각
- 제3차 사토 내각 개조내각
- 기시 노부스케
- 아베 신조

### 내용주
1. ↑  그러나 제90·96·97·98대 내각총리대신인 아베 신조가 2020년 8월 24일 재임기간을 2,799일로 역대 최장수 재임기간을 기록하면서 타이틀을 빼앗겼다.

### 참조주
1. ↑  “"1960년대 日 핵무기 개발 검토"”. 2016년 6월 24일에 원본 문서에서 보존된 문서. 2016년 5월 30일에 확인함.